# Мартиньякко
Мартиньякко (итал. Martignacco) —  коммуна в Италии, располагается в регионе Фриули-Венеция-Джулия, в провинции Удине.
Население составляет 6327 человек (2008 г.), плотность населения составляет 208 чел./км². Занимает площадь 26 км². Почтовый индекс — 33035. Телефонный код — 0432.
Покровителем коммуны почитается  священномученик Власий Севастийский (San Biagio), празднование 3 февраля.

## Демография
Динамика населения:

## Администрация коммуны
- Официальный сайт: http://www.comune.martignacco.ud.it/